# Tubos Reunidos
Tubos Reunidos es un grupo industrial español fundado en 1892 con sede en el municipio alavés de Amurrio (País Vasco).
Especializado en la producción de tubos de acero sin soldadura, los orígenes de la actual compañía se remontan al siglo XIX, con la creación de Tubos Forjados S. A. En 1968 Tubos Forjados se unió a la filial española de Babcock & Wilcox para crear Tubos Reunidos S.A., sociedad cabecera del Grupo.
Sus principales fábricas son Tubos Mill (Amurrio), Productos Mill (Valle de Trápaga) y RDT (Houston, Texas) y cuenta con más de 1400 empleados.
Las acciones de Tubos reunidos S.A. cotizan en la Bolsa de Madrid y en la Bolsa de Bilbao.